# Анри Жиро
Анри Оноре Жиро (фр. Henri Honoré Giraud; Париз, 18. јануар 1879 – 11. март 1949) је био француски генерал који се борио и био заробљен у оба светска рата и оба пута побегао из заробљеништва.
Након свог другог бекства 1942. неки од вишијевских министара су покушали да га врате у Немачку, где би вероватно био погубљен. Али Двајт Ајзенхауер га је тајно замолио да преузме команду над француским трупама у северној Африци током операције Бакља и да их усмери да се придруже Савезницима. Тек након убиства Франсое Дарлана је био у могућности да преузме ово место, и учествовао је на конференцији у Казабланци са де Голом, Черчилом и Рузвелтом. Пензионисао се 1944.